# Ralf Bißdorf
Ralf Bißdorf   () és un tirador d'esgrima alemany, ja retirat, especialista en floret, guanyador d'una medalla olímpica.
El 2000 va prendre part en els Jocs Olímpics d'Estiu de Sydney, on disputà dues proves del programa d'esgrima. En la prova del floret individual guanyà la medalla de plata, mentre en la del floret per equips fou sisè. Quatre anys més tard, als Jocs d'Atenes, fou sisè en la prova del floret per equips, mentre en la de floret individual fou dissetè.
En el seu palmarès també destaquen tres medalles en el Campionat del món d'esgrima, una d'or i dues de bronze, entre les edicions de 2002 i 2005, així com cinc medalles en el Campionat d'Europa d'esgrima, quatre d'or i una de bronze, entre les edicions de 1998 i 2006.
Posteriorment fou entrenador d'esgrima a Singapur i als Estats Units. Entre el 1997 i el 2005 fou el portaveu dels esportistes a la Federació Internacional d'Esgrima.